# Херес (аэропорт)
Аэропорт Херес-де-ла-Фронтера (исп. Aeropuerto de Jerez) — международный аэропорт в провинции Кадис (Андалусия, Испания). Четвёртый по значимости аэропорт автономного сообщества. В 2008 году пассажирооборот достиг 1 302 770 человек. Находится в 10 км на северо-восток от Херес-де-ла-Фронтера. Расстояние до Севильи составляет 90 км, до Кадиса — 50 км. С Херес-де-ла-Фронтера и Кадисом аэропорт связывает автобусное и железнодорожное сообщение.
Аэропорт появился в 1937 году во время Гражданской войны. На этом месте располагался временный аэродром, куда в 1936 году была переброшена часть войск франкистов из Марокко. В дальнейшем аэродром служил военной тренировочной базой и был передан гражданской авиации только в 1946 году. Международное авиасообщение было открыто в 1968 году.